# YUKIDOKE
「YUKIDOKE」（ゆきどけ）は、日本のヒップホップユニット・Hilcrhymeの通算17枚目のシングル。2015年2月25日にユニバーサルJから発売された。

## 概要
- 初回限定盤のみ、最新ツアーのドキュメンタリー映像を収録したDVDがつく。Hilcrhyme TOUR 2015「イッタコトナイ。」の前半のLIVEドキュメンタリー映像を収録している。
- 2015年3月29日からスタートした全国ツアーの会場で、終演後メンバーによる「プレミアムチケットプレゼント会」の参加券を封入していた。
※このプレミアムチケットは、ツアーの各公演に入場／観覧出来るチケットではなく、“記念チケット”になる。

## 収録曲
1. YUKIDOKE
（作詞：TOC、作曲：TOC・DJ KATSU）　（4：02）
2. 続・押韻見聞録 -未踏-（LIVE from『Hilcrhyme TOUR 2015「イッタコトナイ。」』at club FLEEZ Takasaki, Gunma）
（作詞：TOC、作曲：TOC・Satoru Kurihara(Jazzin'park)・Singo Kubota(Jazzin'park)　（3：11）

| スタブアイコン | サブスタブ | この項目は、まだ閲覧者の調べものの参照としては役立たない、シングルに関連した書きかけの項目です。この項目を加筆・訂正などしてくださる協力者を求めています（P:音楽/PJ:楽曲）。 |